# Vliegbasis Spangdahlem

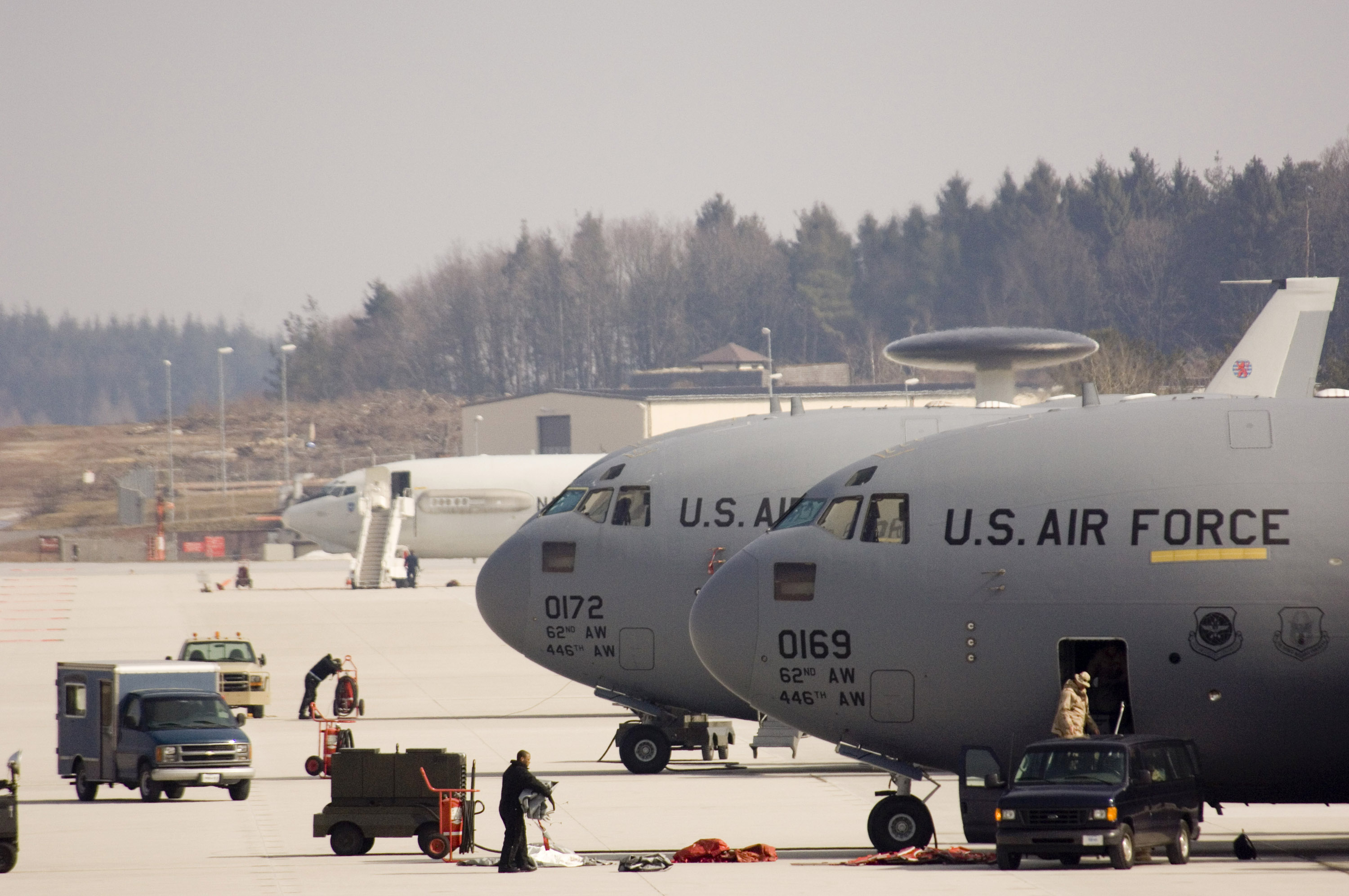
Twee Boeing C-17A Globemaster III en een E-3 Sentry (AWACS) vliegtuigen op Spangdahlem op 22 maart 2006.

Vliegbasis Spangdahlem (Engels: Spangdahlem Air Base) is een vliegbasis van de United States Air Force (USAF) in het Duitse Spangdahlem.
Het is het laatste vliegveld in Duitsland van de USAF waar gevechtsvliegtuigen staan. In de jaren 90 zijn onder andere Vliegbasis Bitburg, Hahn en Zweibrücken opgeheven. Ook verloor de Vliegbasis Ramstein eerder al zijn gevechtsvliegtuigen maar kreeg hier transporttoestellen voor terug. De vliegbasis is gesitueerd in de Eifel nabij de stad Trier.

## Eenheden
De vliegbasis wordt gebruikt door de 52nd Fighter Wing die zich bezighoudt met het inzetten, onderhouden en het uitzenden van de F-16- en TPS-75-radarsystemen voor gebruik in NAVO-verband en voor de nationale veiligheid van Amerika. Operationele squadrons van de 52nd Operations Group (Staart Code: SP) zijn:
- 480th Fighter Squadron, F-16CJ/DJ

De wing staat ter beschikking van de Supreme Headquarters Allied Powers Europe (SHAPE) met volledig uitgeruste troepen. Ook is de eenheid inzetbaar voor nationale en internationale rampen. Medio 2013 zijn de laatste vliegtuigen van het type A-10C teruggetrokken en is het 81e Fighter Squadron opgeheven. 
De wing ondersteunt ook geografisch gescheiden eenheden in heel Europa, waaronder het 701st Munitions Support Squadron, Kleine Brogel AB, België; 702nd Munitions Support Squadron, Büchel AB, Duitsland; 703nd Munitions Support Squadron, Volkel AB, Nederland; en 704th Munitions Support Squadron, Ghedi AB (in Ghedi), Italië. Elk squadron is verantwoordelijk voor het eigendom, de bewaring, de verantwoording en de vrijgave van oorlogsreservemunitie.

### Air Mobility Command
Tevens is er op Spangdahlem een eenheid gevestigd van het Air Mobility Command. Deze eenheid, het 726th Air Mobility Squadron draagt zorg voor het afhandelen van alle vrachtverkeer op Spangdahlem AB. Sinds 2005 is met het sluiten van Rhein-Main AB het vrachtverkeer op Spangdahlem met 30% toegenoemen. Dit squadron kan in principe alle toestellen van de USAF op weg helpen; van de C-5 Galaxy tot de C-17 en van KC-10 tot KC-135.
In november 2005 landde de eerste C-17 op Spangdahlem.